# فايتاب

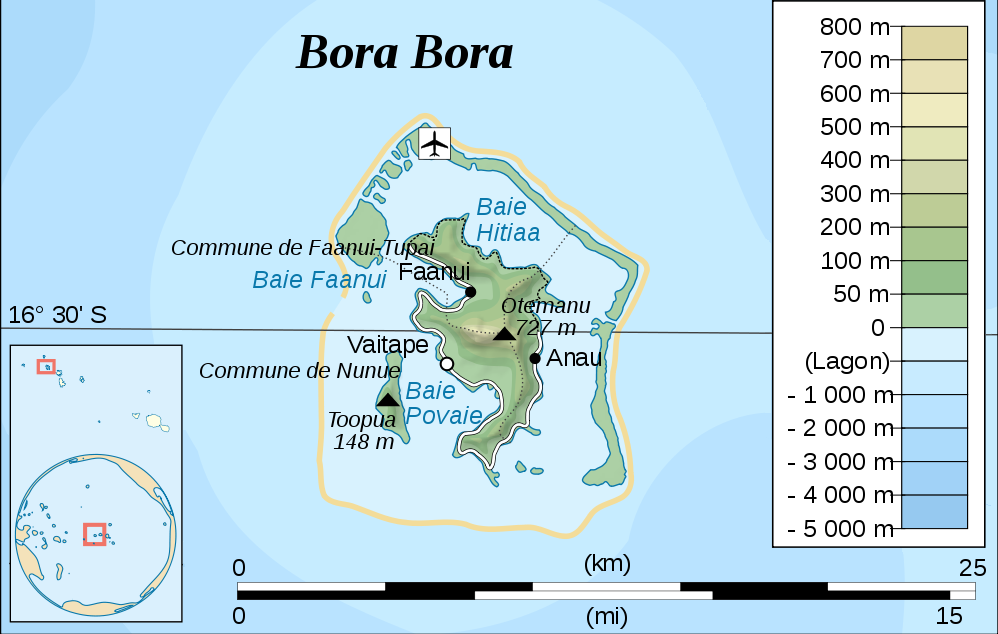
خريطة بورا بورا توضح موقع فايتاب

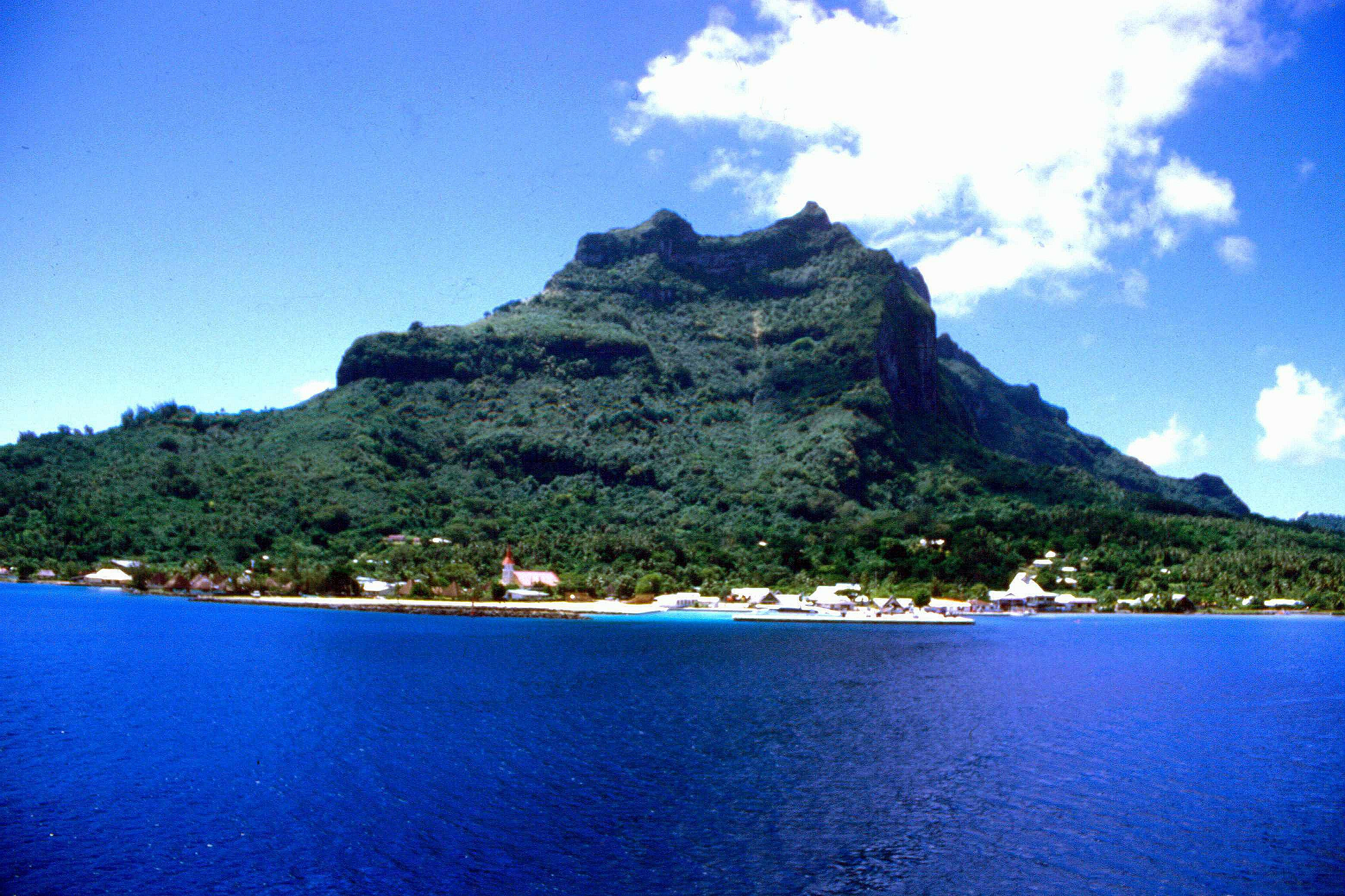
فايتاب

فايتاب هي أكبر مدينة في جزيرة بورا بورا في بولينيزيا الفرنسية. يبلغ عدد سكانها 4,927 نسمة، أي ما يقرب من نصف سكان الجزيرة البالغ عددهم حوالي 10,605 نسمة. تقع على بعد حوالي 210 كم (130 ميل) شمال غرب بابيتي، عاصمة بولينيزيا الفرنسية. اللغة الرئيسية في فايتاب هي الفرنسية، على الرغم من أن 20 بالمائة من السكان يتحدثون اللغة التاهيتية.

## التاريخ
استوطن البولينيزيون الأوائل المنطقة لأول مرة في حوالي القرن التاسع. بنى البولينيزيون الأوائل أكواخًا من العشب ووكانوا يصيدون الأسماك بالرماح والعصي. خسر التاهيتيون الحرب الفرنسية التاهيتية وحرب جزر ليوارد مما جعل تاهيتي وجميع الجزر الأخرى تابعة لفرنسا. أثناء حمى الذهب في كاليفورنيا، غادر العديد من الناس فايتاب بحثًا عن الذهب. بحلول القرن العشرين، نما عدد سكان المنطقة بشكل كبير، وخلال الحرب العالمية الثانية كانت فايتاب بمثابة قاعدة إمداد عسكرية، وكان بها مستودع نفط ومهبط طائرات وقاعدة طائرات مائية.

## الجغرافية

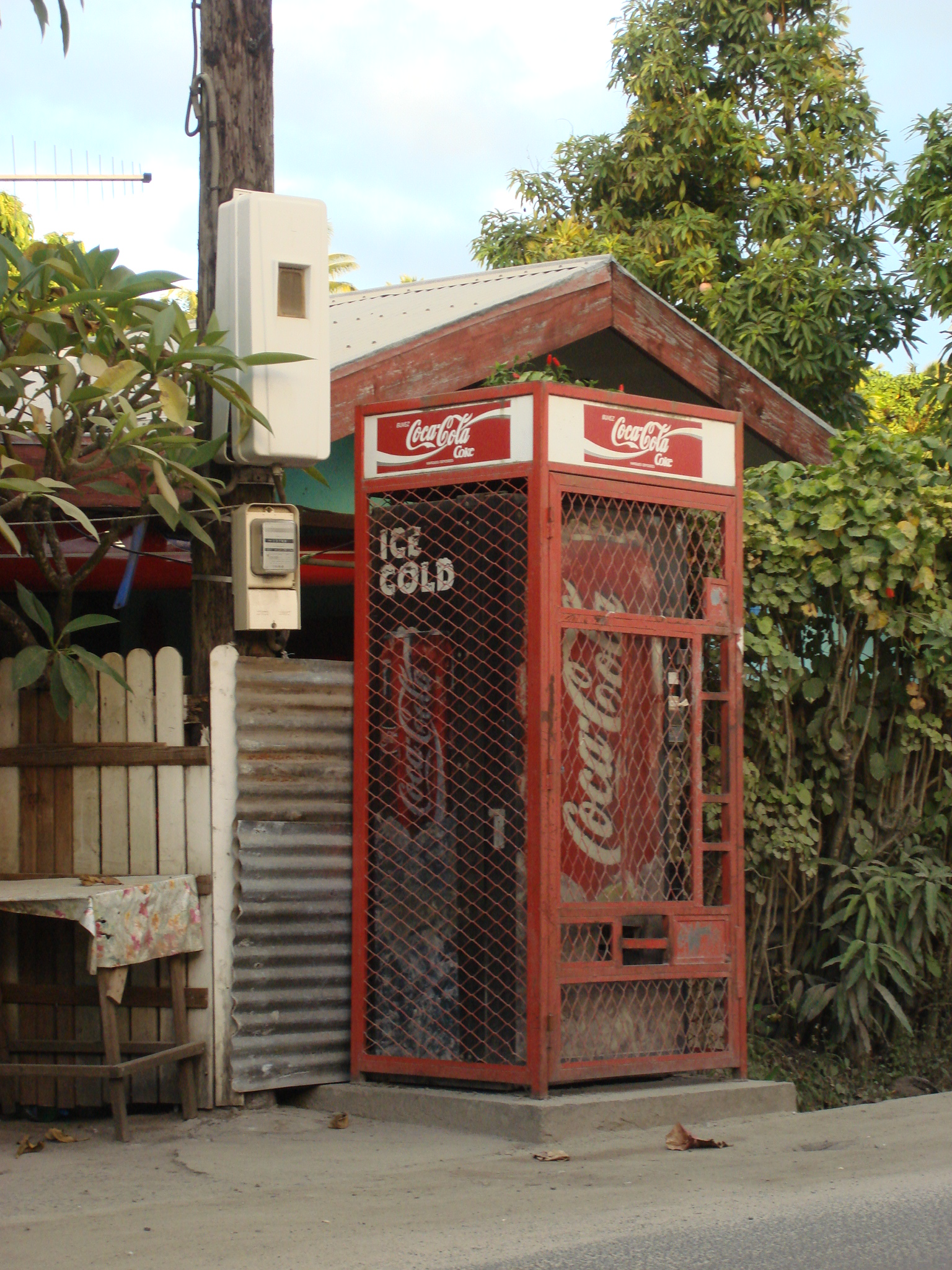
ماكينة كوكاكولا في فايتاب الساحلية

تقع مدينة فايتاب على الجانب الغربي من الجزيرة الرئيسية في بورا بورا. وتطل على الجزء الغربي من البحيرةالشاطئة بورا بورا. وتبعد حوالي 2000 ميل (3200 كم) شرق سيدني، أستراليا. كما تتمتع بإطلالة على أعلى جبل في بورا بورا، جبل أوتيمانو. وتحيط بها جزر صغيرة تمثل نهاية البحيرة الشاطئة بورا بورا. وتقع المدينة على ارتفاع حوالي 20 قدمًا (6.1 مترًا) فوق مستوى سطح البحر. جبل باهيا هو جبل رئيسي آخر يقع بالقرب من فايتاب.

### المناخ
تتمتع جزيرة بورا بورا بمناخ موسمي استوائي. وتكون درجات الحرارة ثابتة نسبيًا على مدار العام، حيث تكون الأيام حارة والليالي دافئة. ويستمر موسم الجفاف من يونيو إلى أكتوبر، إلا أن هطول الأمطار يستمر طوال هذه الفترة.
| البيانات المناخية لـبورا بورا                  | البيانات المناخية لـبورا بورا | البيانات المناخية لـبورا بورا | البيانات المناخية لـبورا بورا | البيانات المناخية لـبورا بورا | البيانات المناخية لـبورا بورا | البيانات المناخية لـبورا بورا | البيانات المناخية لـبورا بورا | البيانات المناخية لـبورا بورا | البيانات المناخية لـبورا بورا | البيانات المناخية لـبورا بورا | البيانات المناخية لـبورا بورا | البيانات المناخية لـبورا بورا | البيانات المناخية لـبورا بورا |
| الشهر                                          | يناير                         | فبراير                        | مارس                          | أبريل                         | مايو                          | يونيو                         | يوليو                         | أغسطس                         | سبتمبر                        | أكتوبر                        | نوفمبر                        | ديسمبر                        | المعدل السنوي                 |
| ---------------------------------------------- | ----------------------------- | ----------------------------- | ----------------------------- | ----------------------------- | ----------------------------- | ----------------------------- | ----------------------------- | ----------------------------- | ----------------------------- | ----------------------------- | ----------------------------- | ----------------------------- | ----------------------------- |
| متوسط درجة الحرارة الكبرى °م (°ف)              | 30.2 (86.4)                   | 30.8 (87.4)                   | 30.5 (86.9)                   | 30.3 (86.5)                   | 29.5 (85.1)                   | 28.5 (83.3)                   | 28.1 (82.6)                   | 28.1 (82.6)                   | 28.6 (83.5)                   | 29.1 (84.4)                   | 29.4 (84.9)                   | 29.6 (85.3)                   | 29.4 (84.9)                   |
| متوسط درجة الحرارة الصغرى °م (°ف)              | 25.1 (77.2)                   | 25.3 (77.5)                   | 25.5 (77.9)                   | 25.5 (77.9)                   | 25.2 (77.4)                   | 24.2 (75.6)                   | 23.8 (74.8)                   | 23.8 (74.8)                   | 24.0 (75.2)                   | 24.3 (75.7)                   | 24.6 (76.3)                   | 24.8 (76.6)                   | 24.7 (76.5)                   |
| معدل هطول الأمطار مم (إنش)                     | 268.7 (10.58)                 | 233.2 (9.18)                  | 176.9 (6.96)                  | 182.7 (7.19)                  | 129.8 (5.11)                  | 98.2 (3.87)                   | 83.3 (3.28)                   | 59.7 (2.35)                   | 65.5 (2.58)                   | 99.8 (3.93)                   | 203.7 (8.02)                  | 280.6 (11.05)                 | 1٬882٫1 (74.10)               |
| ساعات سطوع الشمس الشهرية                       | 201.1                         | 202.6                         | 239.4                         | 219.8                         | 224.1                         | 224.5                         | 231.8                         | 248.4                         | 241.0                         | 230.5                         | 217.7                         | 207.0                         | 2٬687٫9                       |
| المصدر: الإدارة الوطنية للمحيطات والغلاف الجوي |                               |                               |                               |                               |                               |                               |                               |                               |                               |                               |                               |                               |                               |

تحدث معظم الأمطار خلال أشهر الشتاء (نوفمبر إلى أبريل) وتكون مصحوبة برطوبة عالية.

## المواصلات
يقع مطار بورا بورا خارج جزيرة فايتاب على جزيرة موتو ميوت في الجزء الشمالي من جزيرة بورا بورا. تغادر القوارب الصغيرة البر الرئيسي وتعبر البحيرة الشاطئية لبورا بورا. تغادر العديد من العبارات جزيرة بورا بورا وتبحر إلى تاهيتي وموريا. بعض هذه العبارات هي
```
عبارات أريميتي وموريا. يوجد في جزيرة 
أوتوروا
 عدد قليل من العبارات القادمة إلى فايتاب.
```

### النقل الجوي
يخدم مطار بورا بورا جزيرة بورا بورا. ويعمل المطار بوصفه محطة توقف في الطريق إلى وجهات أخرى في بولينيزيا الفرنسية. وعلى الرغم من أن المطار يستخدم بانتظام من قبل الطائرات الخاصة التي تنقل الضيوف إلى الجزيرة، فإن طيران تاهيتي هي شركة الطيران المنتظمة الوحيدة المتاحة لعامة الناس. وإذا أراد المقيمون القيام برحلة دولية، فعليهم ركوب طيران تاهيتي إلى مطار فا الدولي، الذي يقع في فا، تاهيتي، وهو المطار الوحيد في بولينيزيا الفرنسية الذي يخدم الرحلات الدولية.

### النقل البحري
تعد جزيرة بورا بورا واحدة من المحطات الرئيسية للسفن السياحية التي تغادر من بابيتي. ويمكن استئجار قوارب أصغر للقيام بجولات لاستكشاف جزر بورا بورا والغطس بين الشعاب المرجانية. وتنقل العبارات الصغيرة الركاب من المطار إلى فايتاب والفنادق الفاخرة حول الجزيرة. وتغادر عبارة عدة مرات في الأسبوع من فايتاب إلى جزيرتي تاها وراياتيا.

### الطريق
يمر الطريق الرئيسي في جزيرة بورا بورا عبر فايتاب. والحد الأقصى للسرعة هو 60 كيلومترًا في الساعة في أجزاء محدودة من الجزيرة. ولا يوجد طريق سريع في جزيرة بورا بورا.

## الاقتصاد
يوجد عدد قليل من محلات السوبر ماركت الموجودة في المدينة والتي تبيع سلعًا شائعة مثل الأسماك والفواكه والخضروات والخبز والأطعمة المعلبة ومواد البقالة العامة والأدوات والألعاب والأثاث الخفيف والسلع البيضاء. تشمل الفواكه المانجو وفاكهة الخبز والأناناس والبابايا وأنواعًا مختلفة من الموز.